# Dalbahçe, Doğubayazıt
Dalbahçe là một xã thuộc huyện Doğubayazıt, tỉnh Ağrı, Thổ Nhĩ Kỳ. Dân số thời điểm năm 2011 là 1.075 người.